# Vincent Korda
Vincent Korda (Túrkeve, 22 de junho de 1897 — 4 de janeiro de 1979) foi um diretor de arte anglo-húngaro. Venceu o Oscar de melhor direção de arte na edição de 1941 por The Thief of Bagdad.